# Komet Kearns-Kwee
Komet Kearns-Kwee (uradna oznaka je 59P/Kearns-Kwee) je periodični komet z obhodno dobo okoli 9,5  let. Komet pripada Jupitrovi družini kometov.

## Odkritje
Komet sta 17. avgusta 1963 odkrila Charles E. Kearns in Kiem King Kwee na Observatoriju Palomar (Kalifornija, ZDA). 

## Lastnosti
Jedro kometa ima premer 1,58 km.